# Horní Újezd, Třebíč
Horní Újezd là một làng thuộc huyện Třebíč, vùng Vysočina, Cộng hòa Séc.